# Luciano Miguens
Luciano Miguens (Mar del Plata, 28 de febrero de 1939-Buenos Aires, 21 de noviembre de 2024) fue un veterinario y hacendado argentino, residente en la ciudad de Buenos Aires. Ofició como miembro de la comisión directiva de la Sociedad Rural Argentina (SRA), organización en la que se encuentran representados los grandes estancieros y de la cual fue elegido presidente para los períodos 2002-2004, 2005-2006 y 2007-2008, gestiones que compartió junto a Hugo Luis Biolcati como vicepresidente. Fue uno de los líderes del paro agropecuario de 2008, que con más de 120 días de duración (en distintas etapas) es el más extenso de la historia argentina, entre los declarados por el sector empleador. Miguens ha adquirido notoriedad debido a su alta exposición mediática durante las distintas etapas del lockout patronal, durante el cual se constituyó una Mesa de Enlace entre las cuatro entidades integrantes del grupo empleador del sector agro-ganadero: Sociedad Rural Argentina, Confederaciones Rurales Argentinas, CONINAGRO y Federación Agraria Argentina.

## Biografía
Propietario de 2200 hectáreas en Chascomús dedicadas en parte a la cría de caballos criollos, Miguens residía en el Barrio Norte de la ciudad de Buenos Aires. Se vio implicado en la denuncia de la concesión del patrimonio del Estado para usufructo de empresas privadas, a partir de la cual intervino la Oficina Anticorrupción y el juez federal Sergio Torres, quien procesó por “defraudación” a cinco exdirectores de Lotería Nacional. Sobre la Asociación Argentina de Fomento Equino.
Además de su desempeño como dirigente de la Sociedad Rural Argentina, Luciano Miguens fue varias veces director de la Asociación Argentina de Fomento Equino entre 1975 y 2000 que en 1994 fue beneficiada con la explotación del edificio Tattersall, en un cotizado terreno de Palermo, en el predio del Hipódromo, a cambio de ségun investigaciones una "suma ridícula" en concepto de canon. La Asociación subalquiló el edificio a una empresa que explotó ese lujoso edificio durante años. Entre 1991 y 1994 integró como vocal en representación de la SRA, el Consejo de Administración del Senasa, organismo estatal encargado de la sanidad animal.[cita requerida] También ocupó los cargos de Director de los Registros genealógicos de la SRA entre 1984 y 1991 y Vicepresidente desde 1994 hasta 2002. La entidad fue denunciada por defraudación en la concesión del patrimonio del Estado para usufructo de empresas privadas por el ex legislador Marcelo Gey. A partir de esa denuncia, intervino la Oficina Anticorrupción y el juez federal Sergio Torres, quien procesó por “defraudación” a cinco exdirectores de Lotería Nacional. Sobre la Asociación Argentina de Fomento Equino pesa un juicio de desalojo que está en trámite.
Bajo su presidencia, en 2005, el predio ferial de Palermo de la SRA fue concedido por 21 años a una empresa privada de propiedad mayoritaria del empresario y dirigente político Francisco de Narváez, quien lo remodeló como un gran centro comercial, que incluye 14 cines, salones de fiestas, salas para convenciones. etc.
El 4 de agosto de 2007, en ocasión de la apertura de la Exposición Rural, durante la campaña electoral que llevó a la presidencia a Cristina Fernández de Kirchner, cuestionó al presidente Néstor Kirchner y anunciando que había "llegado la hora de eliminar totalmente las retenciones".
En 2008 fue uno de los líderes de un extenso paro agropecuario y bloqueo de rutas con piquetes, reclamando la eliminación de retenciones a las exportaciones agropecuarias, las cuales algunas terminaron en incidentes protagonizados por los manifestantes ruralistas contra el Congreso nacional. en ese marco fue denunciado ante el fiscal Miguel Ángel Osorio, quien emitió un dictamen para requerir que se inicie la investigación penal por presunta "asociación ilícita", por la utilización presunta de métodos terroristas" y realizan "acciones tendientes a desestabilizar al Gobierno nacional".

## Imputación por peculado
En 2014 fue denunciado e imputado junto a otras 30 personas, entre ellos empresarios, exdirigentes de la entidad y exfuncionarios del Banco Provincia. Se investiga un negociado por más de 106 millones de dólares. Varios dirigentes de la Sociedad Rural. Se trata de una causa en la cual los empresarios estaban siendo investigados por el presunto delito de “peculado”: el Banco Provincia (BAPRO) le otorgó un crédito a la entidad rural por 106 millones de dólares para remodelar el predio de Palermo, en 1999. Según la solicitud del financiamiento, era para construir un centro de exposiciones y entretenimiento de 50 mil metros cuadrados. Pero nunca pusieron ni un ladrillo. Y el préstamo, concedido a una empresa con alto riesgo, no se devolvió.al están procesados, entre ellos Luciano Miguens, Juan Ravagnan, Carlos Mallmann y otros catorce exdirectivos de la Sociedad Rural Argentina.